# Eustrotia semiannulata
Eustrotia semiannulata là một loài bướm đêm trong họ Noctuidae.